# Hinteregg, Zürich
Hinteregg är en ort i kommunen Egg i kantonen Zürich i Schweiz. Den är sammanvuxen med orten Egg och ligger cirka 13 kilometer sydost om centrala Zürich. Orten har 1 520 invånare (2023).